# Jiří Kout

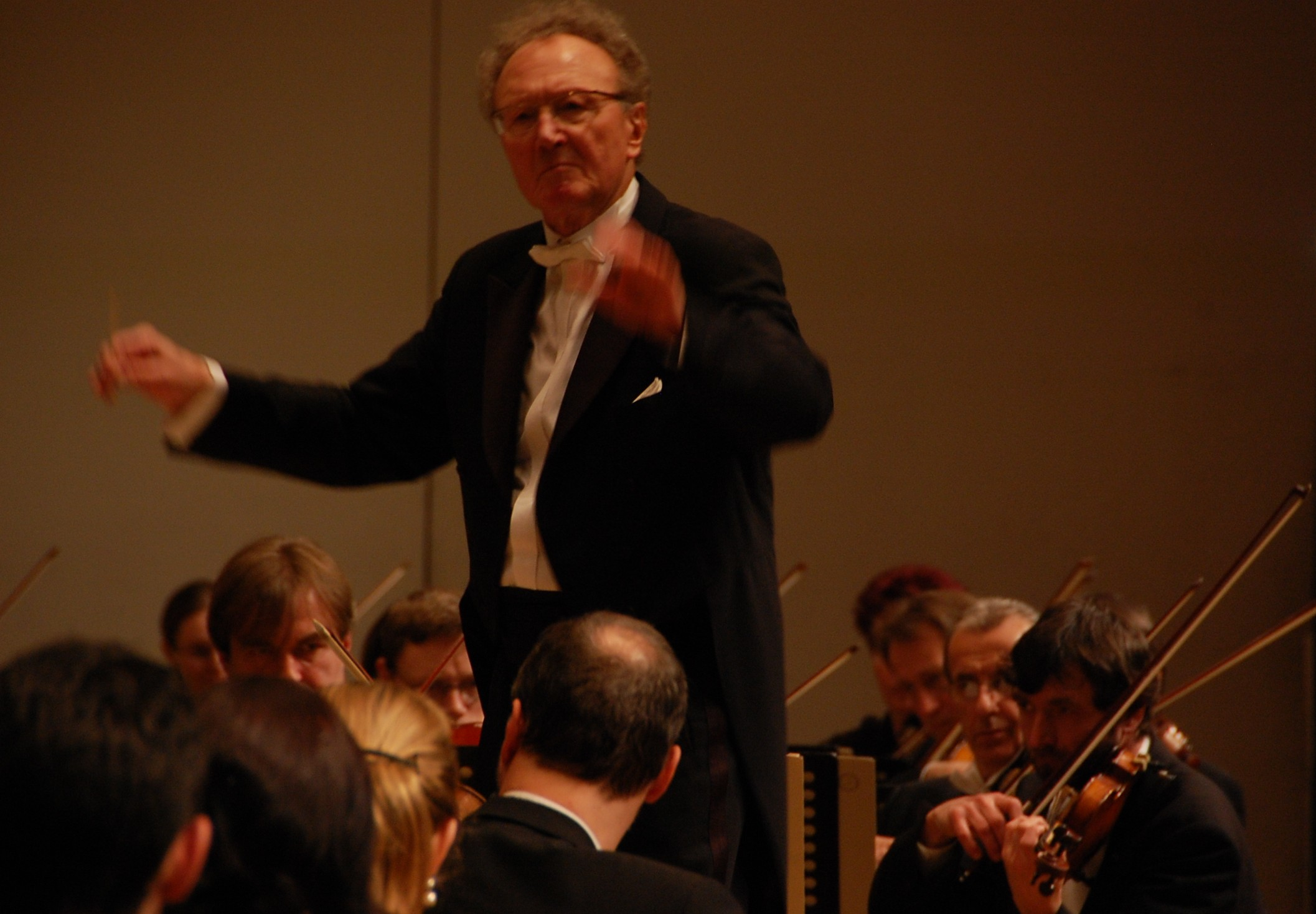
Jiří Kout im Januar 2008

Jiří Kout (* 26. Dezember 1937 in Nové Dvory u Kutné Hory, Tschechoslowakei) ist ein tschechischer Dirigent.

## Leben
Aus der östlichen Umgebung von Prag stammend, erlebte Kout schon früh den sowjetischen Einfluss, als er als Dirigent in Pilsen am Divadlo Josefa Kajetána Tyla wirkte und dort vier Jahre Auftrittsverbot hatte. Eine Dienstreise in den Westen nutzte er 1977 zur dauerhaften Ausreise aus Tschechien.
Kouts Karriere begann von 1976 bis 1985 mit einem Posten an der Deutschen Oper am Rhein (in Düsseldorf und Duisburg). Danach war er bis 1991 GMD und Operndirektor an der Saarbrücker Oper, wo er auch Symphoniekonzerte des Saarländischen Staatsorchesters dirigierte. Von 1986 bis 1990 dirigierte er den Ring des Nibelungen in der Regie von Grischa Asagaroff in Saarbrücken. An der Deutschen Oper Berlin wurde er Erster Dirigent. Von 1993 bis 1999 war er Generalmusikdirektor der Oper Leipzig. Berühmt wurde er mit seinen Interpretationen der Werke von Leoš Janáček (etwa seiner Einstudierung von Jenůfa).
Als Kout nach dem Fall des Eisernen Vorhangs wieder in Prag dirigieren konnte, kehrte er auch ans Pult der Tschechischen Philharmonie zurück.
Nun wirkte er in denselben Jahren in Prag und im schweizerischen St. Gallen (Theater St. Gallen). Jiří Kout leitete dann 2006 bis 2013 das Symfonický orchestr hlavního města Prahy FOK (Prager Symphonieorchester).